# Sarcophaga kataphygionis
Sarcophaga kataphygionis är en tvåvingeart som först beskrevs av Povolny 1999.  Sarcophaga kataphygionis ingår i släktet Sarcophaga och familjen köttflugor.
Artens utbredningsområde är Grekland. Inga underarter finns listade i Catalogue of Life.